# Палмейра, Маркус
Маркус Палмейра  (порт. Marcos Palmeira; род. 19 августа 1963, Рио-де-Жанейро) — бразильский актёр и продюсер.

## Биография
Маркус Палмейра родился в семье режиссёра Зелиту Вианы. Его семья была родом из Баия, а его дед был коммунистом. Маркус Палмейра снимается на телевидении, в кино и играет в театре более 20 лет. Палмейра за свою карьеру сыграл многочисленные и разноплановые роли. Он снялся более чем в 15 фильмах, 12 сериалах, сыграл в 8 пьесах.
В период съёмок «Порта чудес» увлёкся культом Иеманжи, ритуалами кандомбле — религией рабов, вывезенной из Африки.

## Избранная фильмография
- 1985 — Аваэте — семя мести
- 1990 — Пантанал — Tadeu
- 1998 — Вавилонская башня — Alexandre Leme Toledo
- 1999 — Воздушные замки — Chico Mota
- 2001 — Берег мечты — Гумерсинду Виеира (Гума)
- 2002 — Земля любви, земля надежды — Зекинья
- 2002 — Сердце студента — Julio Rosa
- 2003 — Слава — Fernando Amorim
- 2005 — Белиссима — Жилберту Моура
- 2008 — Три сестры — Bento Rio Preto
- 2009 — Капкан для кота — Gustavo Brandão
- 2012 — Бразильянки — Anderson / Fernando
- 2012 — Бездна шарма — Sandro Barbosa
- 2013 — Сарамандайя — Казуза Морейра
- 2014 — Вавилон — Адербал Пимента
- 2019 — Бездна шарма